# Earned run average
Earned run average (förkortat ERA) är en statistisk kategori i baseboll. Den är en av de viktigaste för en pitcher.
ERA räknas ut genom att man tar antalet "förtjänta" poäng (engelska: earned runs) som en pitcher har tillåtit motståndarna att göra och dividerar det med antalet innings pitched och multiplicerar resultatet med nio. I och med att man bara räknar med "förtjänta" poäng så bortser man från "oförtjänta" poäng (engelska: unearned runs) som motståndarna gjort tack vare errors och passed balls. Detta ger ett mått på hur många poäng en pitcher tillåter i snitt per match. Ju lägre ERA desto bättre.
ERA anges vanligen med två decimaler, till exempel 3,67 (engelska: 3.67). Om en pitcher tillåter en eller flera "förtjänta" poäng utan att bränna en enda slagman innan han blir utbytt eller matchen tar slut, och han därmed får noll innings pitched, blir hans ERA oändlig eftersom man inte kan dividera ett tal som inte är noll med noll.
En pitchers ERA påverkas av förhållandena i pitcherns hemmaarena, där han spelar hälften av sina matcher. Spelplanerna är inte lika stora i de olika arenorna, men även andra faktorer kan spela in såsom arenans höjdläge. Vidare påverkas en pitchers ERA av hur bra defensiva spelare han har i sitt lag.

## Catcher's ERA
För catchers kan man räkna ut catcher's ERA (förkortat CERA), med vilket man avser den ERA som pitchers har när de pitchar till den aktuella catchern.

## Historia

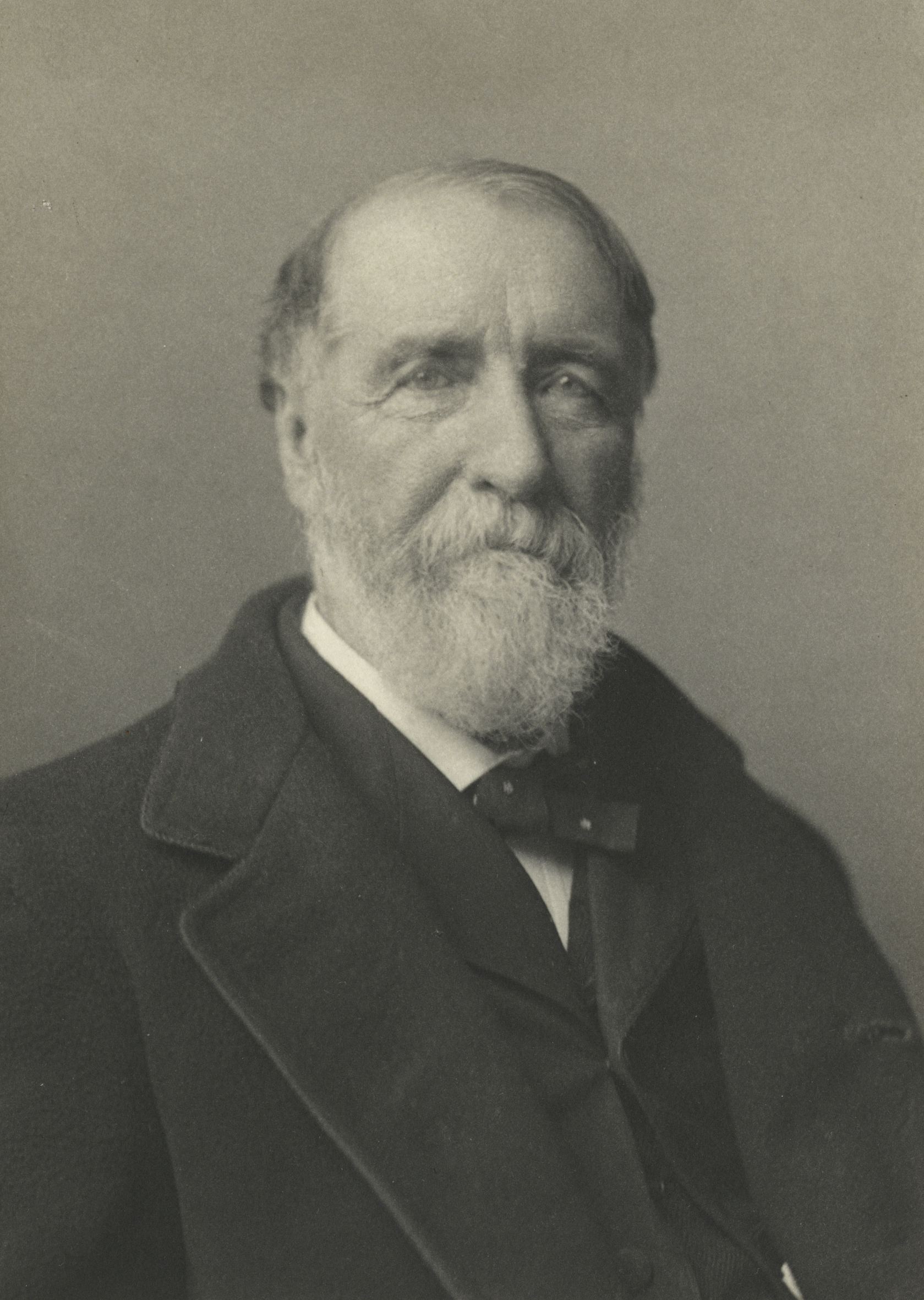
Henry Chadwick.

ERA anses ha skapats av den brittisk-amerikanska sportjournalisten Henry Chadwick (1824–1908) och blev populärt i början av 1900-talet, då avbytare (relief pitchers eller relievers) började användas oftare. Innan dess hade startande pitchers (starting pitchers eller starters) nästan alltid pitchat hela matcherna och det ansågs tillräckligt att räkna pitcherns vinster och förluster.
När avbytare allt oftare började bytas in mitt i en inning måste man på något sätt bestämma vilken pitcher som skulle ansvara för de poäng som motståndarna gjorde i inningen. Det bestämdes så att en pitcher ansvarar för de motståndare som lyckas ta sig ut på bas mot honom. Om en sådan löpare, eller en så kallad pinch runner som bytt av löparen, gör poäng så protokollförs poängen på den pitchern, även om han då blivit utbytt och en annan pitcher är på planen när poängen görs. Detta sätt att räkna leder till att det är svårt att jämföra startande pitchers och avbytares ERA. Det är det också eftersom avbytare, som vet att de bara kommer att pitcha en relativt liten del av matchen, kan lägga mer kraft bakom varje kast, medan startande pitchers måste spara kraft för att orka pitcha större delen av matchen. Avbytares ERA är därför i allmänhet lägre än startande pitchers ERA.
I modern baseboll har flera nya versioner av ERA skapats genom avancerad statistik, så kallad sabermetrics, för att försöka att i ännu högre grad än med vanlig ERA mäta en pitchers prestation oberoende av faktorer som pitchern inte kan påverka. Som exempel kan nämnas adjusted ERA (ERA+), defense-independent ERA (dERA) och peripheral ERA (PERA).

## Major League Baseball

### Definition
I Major League Baseball (MLB) definieras "förtjänta" poäng i paragraf 9.16 i de officiella reglerna. Där sägs att det är den officiella protokollföraren som avgör om en poäng är "förtjänt" eller inte. När han gör det ska han rekonstruera vad som hade hänt i inningen om det inte hade förekommit några errors av utespelarna, inklusive pitchern själv, eller passed balls av catchern. Regleringen är mycket detaljerad. Något förenklat är det så att om motståndarna gör poäng tack vare en error eller en passed ball så ska det vara "oförtjänta" poäng, vilka inte påverkar pitcherns ERA. I tveksamma fall ska protokollföraren alltid döma till pitcherns fördel.

### Utveckling
I National League (NL) började man officiellt föra statistik över ERA 1912 och American League (AL) följde snart efter. Man har i efterhand räknat ut ERA:s från tiden dessförinnan.
Från och med 1973 och nästan 50 år framåt fanns det en för pitchers viktig skillnad i reglerna mellan NL och AL. Under den perioden tillämpades designated hitter-regeln i AL men inte i NL. De pitchers som spelade i AL hade då i genomsnitt högre ERA än de som spelade i NL eftersom de senare oftast lätt kunde bränna motståndarnas pitcher när denne försökte slå, medan de förra i stället tvingades möta designated hittern, en duktig slagman som slog i stället för pitchern. Skillnaden var dock inte lika stor för avbytare eftersom dessa kom in i slutet av matcherna och det då även i NL var ovanligt att de fick möta motståndarnas pitchers, framför allt på grund av att man ofta använde så kallade pinch hitters som slagmän i stället för pitchers. 2022 införde även NL designated hitter-regeln.
Ett exempel på hur förhållandena i pitcherns hemmaarena kan påverka hans ERA är förhållandena under Colorado Rockies hemmamatcher i Denver, vilka leder till en förhållandevis hög ERA för klubbens pitchers. Kombinationen av den höga höjden och det torra (semiarida) klimatet gör dels att slagna bollar flyger längre än på havsnivå och dels att pitchers får svårare att kasta skruvade kast som curveballs eftersom det är lägre luftmotstånd och svårare att få ett bra grepp om en torr baseboll. Sedan 2002 har Rockies försökt att komma till rätta med detta genom att förvara bollarna i en slags humidor för att de inte ska bli så torra. Fler klubbar har senare följt Rockies exempel.
Vad som anses som en bra ERA har skiftat genom åren. Under 1900- och 1910-talen, den period som brukar kallas the dead-ball era, ansågs en ERA under 2,00 vara bra. Därefter, under the live-ball era, förändrades spelets förutsättningar till slagmännens fördel och på 1920- och 1930-talen var det bra om man hade en ERA under 4,00. På 1960-talet sjönk snittet igen, men i dag anses ånyo ett värde under 4,00 vara en bra ERA.

### Tio i topp
| Nr | Pitcher               | Säsonger        | ERA  |
| -- | --------------------- | --------------- | ---- |
| 1  | Ed Walsh†             | 1904–1917       | 1,82 |
| 2  | Addie Joss†           | 1902–1910       | 1,89 |
| 3  | Mordecai Brown†       | 1903–1916       | 2,06 |
| 4  | John Montgomery Ward† | 1878–1884       | 2,10 |
| 5  | Christy Mathewson†    | 1900–1916       | 2,13 |
| 6  | Rube Waddell†         | 1897, 1899–1910 | 2,16 |
| 7  | Walter Johnson†       | 1907–1927       | 2,17 |
| 8  | Tommy Bond            | 1876–1882, 1884 | 2,25 |
| 9  | Will White            | 1877–1886       | 2,28 |
| 10 | Ed Reulbach           | 1905–1917       | 2,28 |
| Nr | Bästa aktiva pitcher  | Säsonger        | ERA  |
| 20 | Clayton Kershaw*      | 2008–           | 2,48 |

| Nr | Pitcher              | Säsong | ERA  |
| -- | -------------------- | ------ | ---- |
| 1  | Tim Keefe†           | 1880   | 0,86 |
| 2  | Dutch Leonard        | 1914   | 0,96 |
| 3  | Mordecai Brown†      | 1906   | 1,04 |
| 4  | Bob Gibson†          | 1968   | 1,12 |
| 5  | Christy Mathewson†   | 1909   | 1,14 |
| 6  | Walter Johnson†      | 1913   | 1,14 |
| 7  | Jack Pfiester        | 1907   | 1,15 |
| 8  | Addie Joss†          | 1908   | 1,16 |
| 9  | Carl Lundgren        | 1907   | 1,17 |
| 10 | Denny Driscoll       | 1882   | 1,21 |
| Nr | Bästa aktiva pitcher | Säsong | ERA  |
| 69 | Shane Bieber*        | 2020   | 1,63 |

* Aktiva spelare i MLB i fet stil

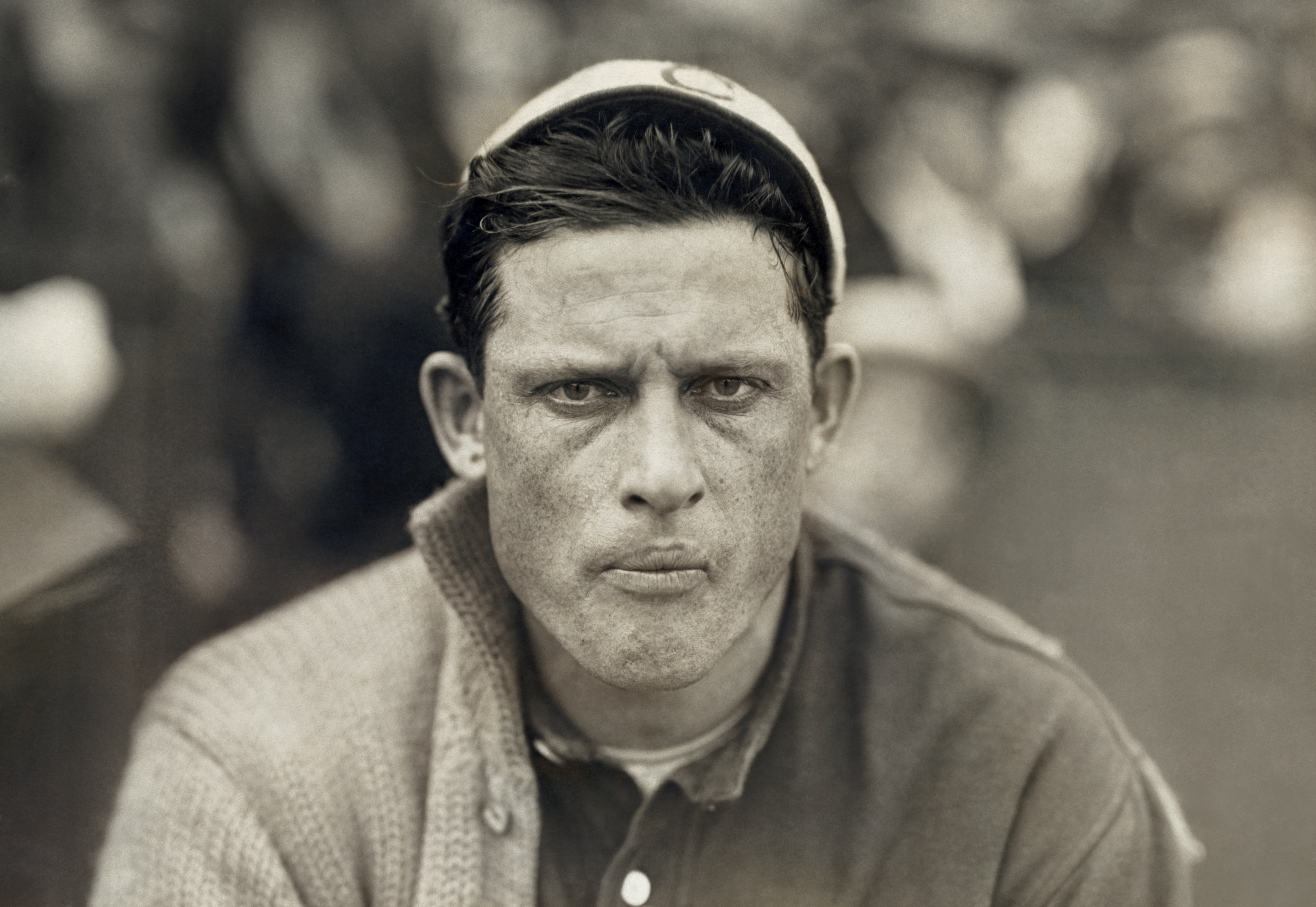
Ed Walsh har lägst ERA under karriären.

† Spelare invalda i National Baseball Hall of Fame

### Övriga rekord
Den pitcher som flest säsonger haft lägst ERA i sin liga är Lefty Grove, som ledde American League (AL) nio olika säsonger.
När det gäller slutspel är den pitcher som har lägst ERA under karriären Mariano Rivera med 0,70 (minimum: 30 innings pitched). Ser man enbart till World Series och Negro World Series är rekordet för lägst ERA under karriären 0,25, satt av Madison Bumgarner (minimum: 20 innings pitched).